# Arius
Arius es un género de peces gato (orden Siluriformes) de la familia Ariidae.

## Distribución
Este género se encuentra repartido en las aguas salobres y dulces del este de África y sur y sudeste de Asia.

## Taxonomía
Definir los límites del género Arius de forma natural ha sido siempre un problema. El género nunca ha sido definido adecuadamente y muchas de las especies que fueron clasificadas anteriormente como Arius se encuentran ahora asignadas a otros géneros. Últimamente algunos autores lo han definido como no-monofilético, rechazando que el género constituya un grupo natural de especies. Otros grupos cercanos se distinguen por la presencia de placas dentales adicionales que son, o bien más alargadas y parecen relacionadas con los dientes molares, o bien son ovaladas o subtriangulares estando relacionadas con dientes cónicos o aciculares.
Actualmente se está investigando si Arenarius debe considerarse un sinónimo de Arius.

## Descripción
Las especies de este género tienen tres pares de barbas. La base de la aleta adiposa es moderadamente larga, alrededor de la mitad de la longitud de la base de la aleta anal.

## Especies
Este género incluye las siguientes 31 especies:

| - Arius acutirostris (Day, 1877) - Arius africanus (Günther, 1867) - Arius arenarius (Müller & Troschel, 1849) - Arius arius (Hamilton, 1822) - Arius brunellii (Zolezzi, 1939) - Arius cous (Hyrtl, 1859) - Arius dispar (Herre, 1926) - Arius festinus Ng & Sparks, 2003 - Arius gagora (Hamilton, 1822) - Arius gagorides (Valenciennes, 1840) - Arius gigas (Boulenger, 1911) - Arius heudelotii (Valenciennes, 1840) - Arius intermedius (Vinciguerra, 1881) - Arius jella (Day, 1877) - Arius latiscutatus (Günther, 1864) - Arius leptonotacanthus (Bleeker, 1849) | - Arius macracanthus (Günther, 1864) - Arius macrorhynchus (Weber, 1913) - Arius maculatus (Thunberg, 1792) - Arius madagascariensis (Vaillant, 1894) - Arius malabaricus (Day, 1877) - Arius manillensis (Valenciennes, 1840) - Arius microcephalus (Bleeker, 1855) - Arius nudidens (Weber, 1913) - Arius oetik (Bleeker, 1846) - Arius parkii (Günther, 1864) - Arius satparanus (Chaudhuri, 1916) - Arius subrostratus (Valenciennes, 1840) - Arius sumatranus (Bennett, 1830) - Arius uncinatus Ng & Sparks, 2003 - Arius venosus (Valenciennes, 1840) |